# 科奎內華達山脈
06°26′N 72°17′W / 6.433°N 72.283°W

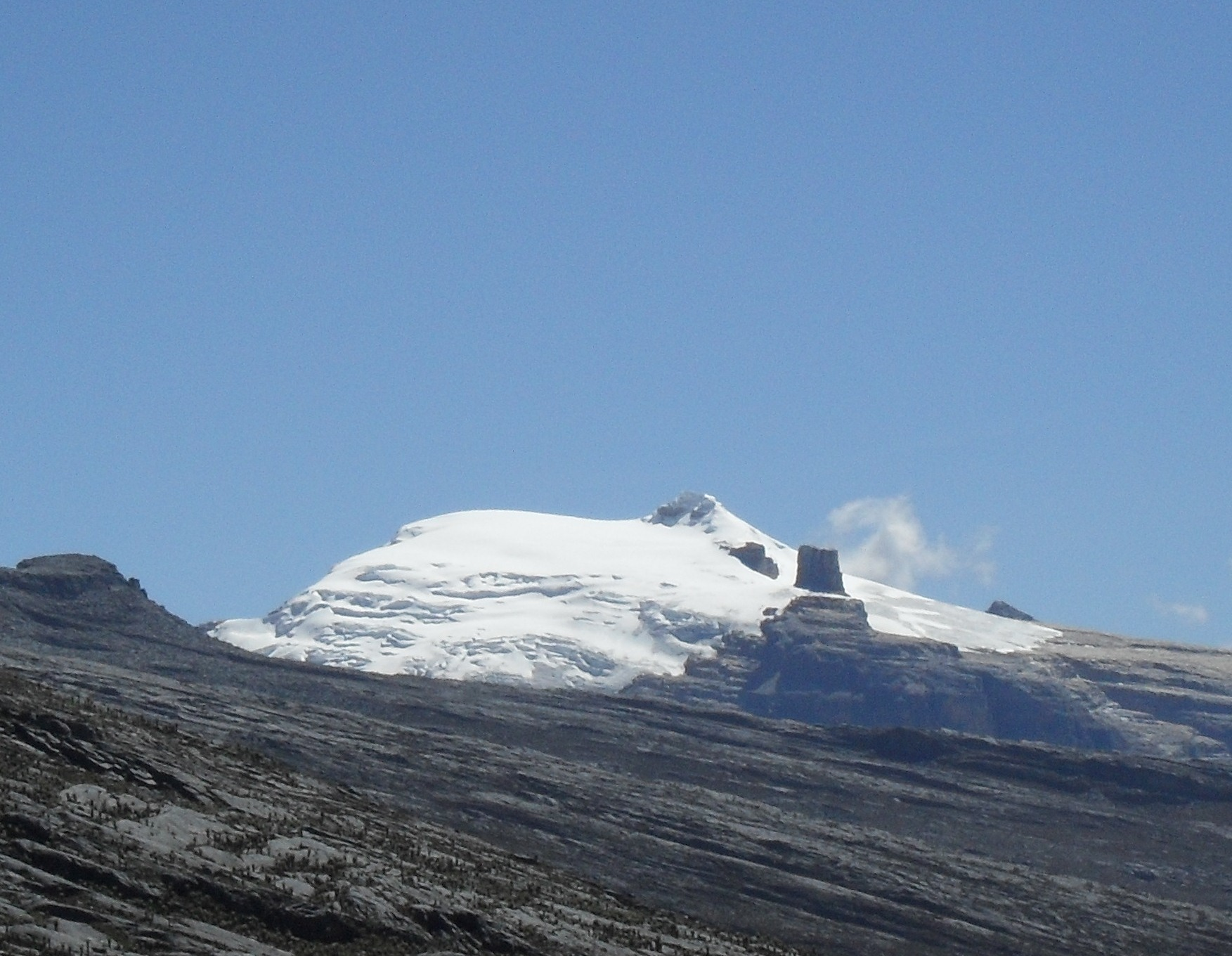
科奎内华达山脉

圭坎、科奎与奇塔雪山国家公园（西班牙語：Parque Nacional Natural Güicán, Cocuy y Chita），简称埃尔科奎雪山公园，位于哥伦比亚东部山脉正脉转角处（屬於安第斯山脈支脉），距哥国首都波哥大約280公里，园区最高點海拔高度5330米。公园方圆五百里内没有火山（参见哥伦比亚火山列表），尽管维基早期版本称“科奎内华达山”是“火山”。
哥伦比亚东部山脉越过此公园后转向北延伸为佩里哈山脉，同时向东北（山脉原本走向）方向伸出支脉梅里达雪山脉。